# لیناس کلیزا
لیناس کلیزا (انگلیسی: Linas Kleiza؛ زادهٔ ۳ ژانویهٔ ۱۹۸۵) یک بازیکن بسکتبال اهل لیتوانی است. از باشگاه‌هایی که در آن بازی کرده‌است می‌توان به دنور ناگتس و تورنتو رپترز اشاره کرد.